# هادی غندور
هادی غندور (زاده ۲۷ ژانویه ۲۰۰۰) یک بازیکن فوتبال اهل لبنان است که در پست مهاجم و برای باشگاه فوتبال مایدستون یونایتد بازی می‌کند.